# 罗尼·阿博维茨
罗尼·阿博维茨（Rony Abovitz，1971年—） 是一位美国企业家。罗尼·阿博维茨于2004年创立了MAKO Surgical Corp. ，这是一家手术机器人手臂辅助平台公司。2013年，MAKO被史赛克收购。
罗尼·阿博维茨也是混合现实/擴增實境公司Magic Leap的创始人，自2010年該公司成立以来便担任該公司的首席执行官。2020年5月，由于公司陷入财务困境，罗尼·阿博维茨不再擔任首席執行官。